# Koordynacja
Koordynacja – uporządkowanie, zestawienie w pewnym celowym porządku, przystosowanie, np. koordynacja pojęć dla otrzymania pewnego wyższego, ogólniejszego pojęcia.
W życiu politycznym mówi się o koordynacji programów, dążeń i działań poszczególnych czynników politycznych dla osiągnięcia wspólnego lub ogólnego celu.
Stanowi zsynchronizowanie działań cząstkowych w czasie i przestrzeni.
Do koordynowania danym projektem zazwyczaj wyznacza się jedną konkretną osobę. Ma ona za zadanie przeprowadzić ludzi i procesy w uporządkowany sposób i odpowiada ona za zrealizowanie celów. Należy odróżnić stanowisko koordynatora od dyrektora, kierownika, dowódcy czy lidera. Koordynator z założenia to osoba, która jedynie łączy i kontroluje wszystkie elementy w projekcie. Obowiązki dyrektora czy dowódcy są z reguły szersze.

## Koordynacja w zarządzaniu
Koordynacja może wystąpić m.in. w zakresie:
- zaopatrzenia
- zbytu produktów
- usług

Objawami niedostatecznej koordynacji są:
- brak zgodności celów i stosowanie przez poszczególne komórki organizacyjne niejednakowych priorytetów
- brak synchronizacji terminów, przestoje grup roboczych, niewykorzystanie zasobów pracy i środków technicznych